# Joan Prats i Vallès
Joan Prats i Vallès (Barcelona, 19 de novembre de 1891 – Barcelona, 14 d'octubre de 1970) fou un promotor artístic català, íntim amic de Joan Miró, de qui faria sovint de conseller i representant oficiós, tasca que també l'aproparia a altres artistes com Max Ernst, Paul Klee, Joan Brossa i Josep Vicenç Foix.

## Biografia
Va néixer al carrer Ferran de Barcelona, fill de Joan Prats i Font i de Josepa Vallès i Farigola, ambdós naturals de Barcelona. Es va formar artísticament a l'Escola de la Llotja i al Cercle Artístic de Sant Lluc, on coneixeria Joan Miró. Tot i la seva vocació artística, la seva família li va encarregar gestionar la botiga familiar de barrets del Carrer Ferran de Barcelona.
Va ser un dels responsables de l'organització de l'exposició L'Art Catalan a París durant la guerra civil espanyola, moment en què va contribuir a salvar diverses obres d'art. En aquella exposició es van mostrar algunes de les peces més destacades de l'actual Museu Nacional d'Art de Catalunya. Fou un dels fundadors del grup ADLAN, juntament amb Josep Lluís Sert i Joaquim Gomis, amb l'objectiu de promoure l'art d'avantguarda. Entre els seus membres figuraren Àngel Ferrant, Eudald Serra, Ramon Marinello, Artur Carbonell, Jaume Sans, Magí A. Cassanyes, etc. Entre les seves activitats organitzaren exposicions de Pablo Picasso, Salvador Dalí, Joan Miró i Alexander Calder, i editaren el número extraordinari de Nadal dedicat a l'art internacional de la revista D'Ací i d'Allà (1934). Joan Prats va realitzar l'exposició Atmosphère Miró a la Galeria Maeght de París i una retrospectiva de Miró el 1968 a l'Hospital de la Santa Creu.
Més endavant, durant els anys de la dictadura de Francisco Franco, va promoure esdeveniments artístics diversos, arribant a crear el Club Cobalto 49, junt amb Sebastià Gasch, Joaquim Gomis, Sixt Illescas, Eudald Serra, María Teresa Bermejo i Rafael Santos i Torroella. També hi participà Alexandre Cirici i Pellicer, així com Maria Lluïsa Borràs la qual, a partir de l’any 64, es feu càrrec de la secretaria i de la programació del Club, on es va experimentar amb les avantguardes del segle xx. Joan Prats va editar la sèrie de llibres Fotoscop i el 1944, la Sèrie Barcelona de Joan Miró. Fou autor de nombroses publicacions, recopilant articles relacionats amb l'art, la literatura, la filosofia, l'etnologia i l'antropologia. També va ser autor i editor de la revista Dau al Set.
Un dels seus darrers projectes fou, junt amb Maria Lluïsa Borràs i Francesc Vicens promoure la idea i col·laborar a la creació de la Fundació Joan Miró, a la qual Prats va donar la seva col·lecció d'obra de Miró. La fundació li dedicaria l'exposició Record de Joan Prats : Fundació Joan Miró  entre el 20 desembre de 1995 i el 3 març de 1996. El 1978, després de la seva mort, es va obrir la Galeria Joan Prats, a la rambla de Catalunya.
Miró també li dedicaria l'obra Homenatge a Prats, el 1934, actualment conservada a la Fundació Joan Miró.